# Estado Norte-Peruano
O Estado Norte-Peruano foi um dos três estados da antiga Confederação Peru-Boliviana. Surgiu quando o Peru se dividiu em dois (este e o Estado Sul-Peruano). A sua capital era Lima. Assim como o Estado Sul-Peruano, tinha um presidente, mas este respondia ao Protetor Supremo da Confederação. 